# Hollywoodskylten

Hollywoodskylten består av 13,6 meter höga bokstäver.

Den berömda Hollywoodskylten i Hollywood Hills i Los Angeles, Kalifornien restes 1923 för att göra reklam för ett bostadshusprojekt i bergen ovanför Hollywood. Invigningen ägde rum den 13 juli det året. Bokstäverna var 13,6 meter höga och nio meter breda, späckade med glödlampor och bildade från början ordet "HOLLYWOODLAND". Skylten förföll sedan under åren som följde, man förväntade sig att den skulle hålla högst ett och ett halvt år. 1932 begick skådespelerskan Peg Entwistle självmord genom att kasta sig från bokstaven "H". Sju år senare, 1939, slutade man officiellt att underhålla skylten.
1949 erbjöd sig Hollywoods handelskammare att ta bort de fyra sista bokstäverna och restaurera resten av skylten. Då staden bestämt att all eventuell belysning av skylten hädanefter skulle bekostas av handelskammaren, valde man att ta bort glödlamporna. 1978 var det åter dags att göra en omfattande restaurering av den då hårt åtgångna skylten. Donatorer skänkte 27 000 dollar till en nybildad stiftelse, The Hollywood Sign Trust, som fick i uppdrag att köpa in nya bokstäver, gjorda av stål från Australien, som skulle hålla i många år framöver. Den nya versionen av skylten avtäcktes den 14 november 1978 inför en TV-publik på 60 miljoner under Hollywoods 75-årsjubileum. I november 2005 reparerades skylten återigen, denna gång tog man bort gammal färg och målade om bokstäverna i skinande vitt.

## Fantasifulla textvarianter
Bokstäverna i skylten har under årens gång tillfälligt ändrats flera gånger, med eller utan tillåtelse:
- Januari 1976 - HOLLYWEED - En kommentar till Kaliforniens marijuanalagstiftning
- November 1983 - GO NAVY - Inför en match i amerikansk fotboll på Rose Bowl
- Januari 1985 - RAFFEYSOD - Betydelsen aldrig klarlagd
- April 1986 - HOLLYWOOD II - Uppfräschning av området
- April 1987 - FOX - Reklam för TV-bolaget Fox Broadcasting Company
- Maj 1987 - CALTECH - på Hollywoods hundraårsjubileum
- Juli 1987 - OLLYWOOD - Under Iran-Contras-förhören där Oliver "Ollie" North hördes
- September 1987 - HOLYWOOD - Inför påven Johannes Paulus II besök
- 1 januari 2017 - HOLLYWEED[1] - Oklar anledning
- 1 februari 2021 - HOLLYBOOB - Oklar anledning

Skylten är numera ett skyddat varumärke och får inte användas utan tillstånd från Hollywoods handelskammare, vilken också står för Hollywood Walk of Fame.